# Nika Piliev
Nika Konstantinovič Piliev (in russo Ника Константинович Пилиев?, traslitterazione anglosassone: Nika Konstantinovich Piliyev; Tbilisi, 21 marzo 1991) è un ex calciatore russo, di ruolo centrocampista.

## Carriera

### Club
Debutta con la maglia del Lokomotiv Mosca, squadra con cui esordisce il 16 maggio 2009, contro il Terek Groznyj, per poi trasferirsi nello stesso anno al CSKA Mosca.

## Palmarès

### Club

#### Competizioni nazionali
- Coppa di Russia: 1

CSKA Mosca: 2011